# Araeoncus impolitus
Araeoncus impolitus là một loài nhện trong họ Linyphiidae.
Loài này thuộc chi Araeoncus. Araeoncus impolitus được Herman Theodor Holm miêu tả năm 1962.